# Strombolicchio
Strombolicchio, en italien Isola di Strombolicchio, est un îlot de 7 620 m2 dans les îles Éoliennes, au Nord de la Sicile.

## Géographie
N'ayant ni sol ni eau douce, l'îlot est donc un rocher dans la nomenclature maritime[réf. nécessaire]. Situé à moins d'un mille au nord de l'île de Stromboli, le Strombolicchio culmine à 43 m d'altitude. Il est né de l'une des plus anciennes manifestations volcaniques des îles Éoliennes. Dépourvu d'eau et de terrains cultivables, le rocher, inhabitable, n'a été fréquenté que par les gardiens du phare, à présent automatisé et alimenté grâce à l'énergie solaire.
Une légende, transmise de génération en génération par les habitants de Stromboli, veut que cet îlot ne soit autre chose que le sommet du volcan de l'île, projeté au milieu de la mer durant une violente éruption. En réalité, il s'agit plutôt d'un neck, ou de la portion interne solidifiée d'un édifice volcanique ancien lentement démantelé par l'action d'agents érosifs.

## Histoire
Ce volcan préhistorique, daté d'il y a 200 000 à 360 000 ans, constitue probablement la première phase de l'évolution géologique du complexe volcanique de Stromboli. L'île de Stromboli est bien plus récente.

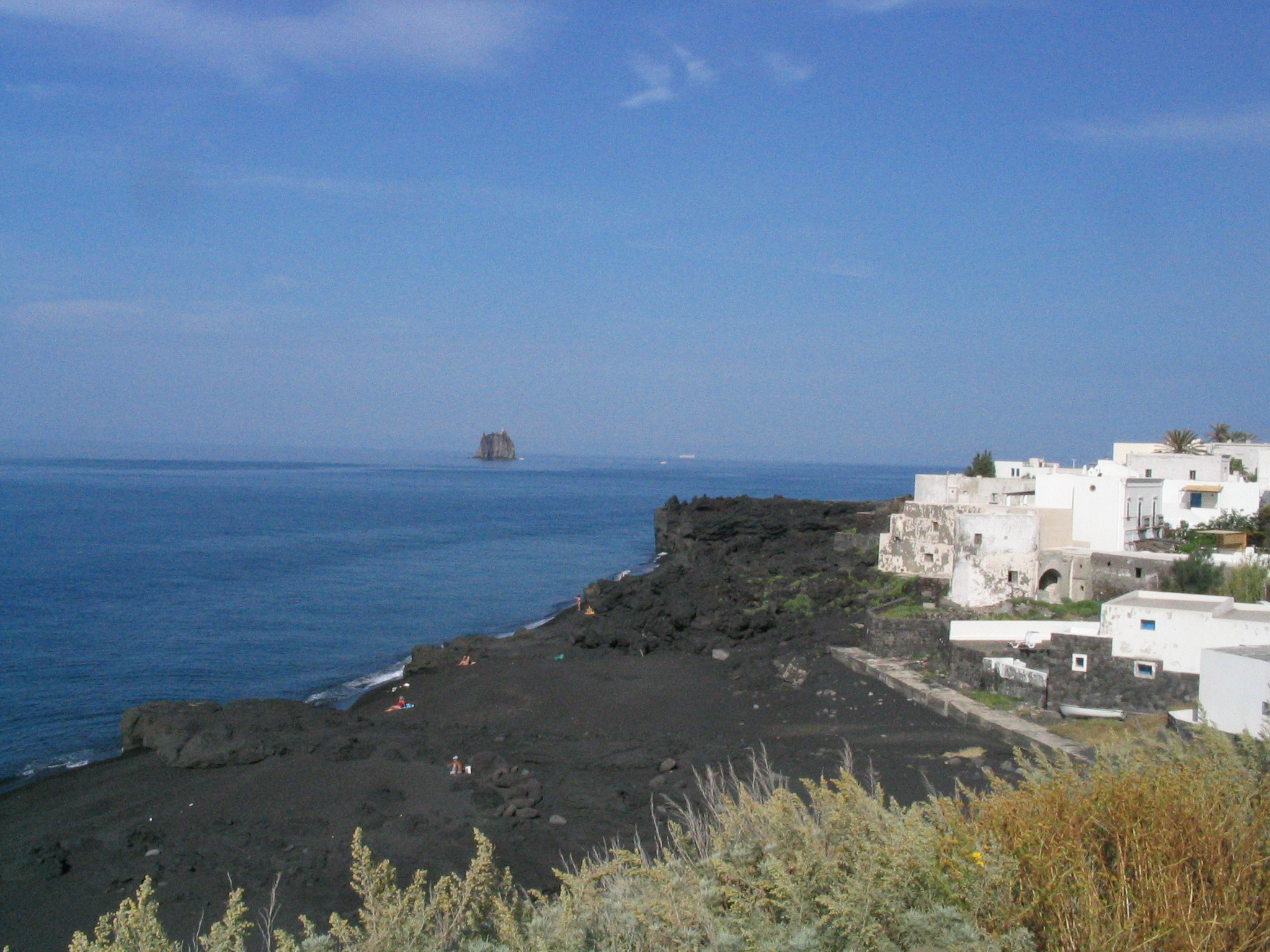
Vue de Strombolicchio depuis Stromboli.

## Référence
- (it) Cet article est partiellement ou en totalité issu de l’article de Wikipédia en italien intitulé « Strombolicchio » (voir la liste des auteurs).